# Канада на Летњим олимпијским играма 2000.
Канада је учествовала на Летњим олимпијским играма, одржаним 2000. године у Сиднеју, Аустралија, по двадесет и други пут у својој историји. На овим играма канадски спортисти су освојили укупно четрнаест медаља (три златне, три сребрне и осам бронзаних). Канада је на овим играма имала екипу која је бројала 294 члана (150 спортиста и 144 спортисткиња) који су узели учешће у укупно 175 спортских дисциплина од 29 спортова у којима су се такмичили.
Четири медаље Канада је освојила у три спорта који су на овој Олимпијади се први пу појавили: триатлон, синхроно скакање у воду и трамбулина. Канада је своје наде за освајање медаље полагала на Керол Монтгомери, међутим она је испала током своје бициклистичке трке. Ипак медаљу је у триатлону, као изненађење, Канади ипак донео мало познати Сајмон Витфилд и то не било коју већ златну. Он је током своја три такмичарска наступа у првој дисциплини пливања био тек 28, па после 40 km бициклистичке вожње био 25 и тек у задњој дисциплини трчања је престигао све конкуренте и стигао до златне медаље.
Данијел Нестор и Себастијан Лару су освојили злато у конкуренцији парова, што је била прва медаља у тенису за Канаду уопште на Олимпијадама. Данијел Игал је постао први канађанин који је освојио златну олимпијску медаљу у хрвању. 
Последњи дани Олимпијаде за Канаду су остали у сенци смрти и државне сахране Пјера Трудоа, 15 премијера Канаде.

### Освојене медаље на ЛОИ
| Освојене медаље канадских спортиста на ЛОИ 2000. |                                       |       |        |        |        |
| Спортиста                                        | Спорт                                 | Злато | Сребро | Бронза | Укупно |
| Сајмон Витфилд                                   | Триатлон, мушки                       | 1     | 0      | 0      | 1      |
| Данијел Игал                                     | Рвање слободно — лака (69 ), мушки    | 1     | 0      | 0      | 1      |
| Тенис                                            | Тенис — парови, мушки                 | 1     | 0      | 0      | 1      |
| Каролин Брунет                                   | Кану — К1 500 m, жене                  | 0     | 1      | 0      | 1      |
| Николас Жил                                      | Џудо — тешка (100 ), мушки            | 0     | 1      | 0      | 1      |
| Скокови у води                                   | Скокови у воду — синхронизовано, жене | 0     | 1      | 0      | 1      |
| Стив Жил                                         | Кану — C-1 1.000 m, мушки              | 0     | 0      | 1      | 1      |
| Ана Монмини                                      | Скокови у воду — платформа 10 m, жене  | 0     | 0      | 1      | 1      |
| Матје Туржон                                     | Трамбулона, мушки                     | 0     | 0      | 1      | 1      |
| Карен Кокбурн                                    | Трамбулона, жене                      | 0     | 0      | 1      | 1      |
| Доминик Бошар                                    | Теквондо — преко 67 , жене            | 0     | 0      | 1      | 1      |
| Керис Мајден                                     | Пливање — мешовито 400 m, мушки       | 0     | 0      | 1      | 1      |
| Синхроно пливање                                 | Синхроно пливање — тим, жене          | 0     | 0      | 1      | 1      |
| Осмерац са кормиларем                            | Веслање, жене                         | 0     | 0      | 1      | 1      |
| Укупно                                           | 10                                    | 3     | 3      | 8      | 14     |